# Little Roe
Pour les articles homonymes, voir Roe.
Little Roe est une île des Shetland.